# Dolichopeza (Nesopeza) parvella
Dolichopeza (Nesopeza) parvella is een tweevleugelige uit de familie langpootmuggen (Tipulidae). De soort komt voor in het Oriëntaals gebied.